# Carloforte
Carloforte (ligurisch: U Pàize) ist eine italienische Gemeinde in der Provinz Sulcis Iglesiente der Autonomen Region Sardinien. Sie umfasst im Wesentlichen die Insel San Pietro etwa 10 km vor der Südwestküste Sardiniens und einige weitere unbedeutende Eilande des Sulcis-Archipels. Die Kleinstadt mit 5919 Einwohnern (Stand 31. Dezember 2023) ist die einzige Siedlung der Insel San Pietro.
Carloforte gehört zur Vereinigung I borghi più belli d’Italia (Die schönsten Orte Italiens).

## Geschichte und Sprache

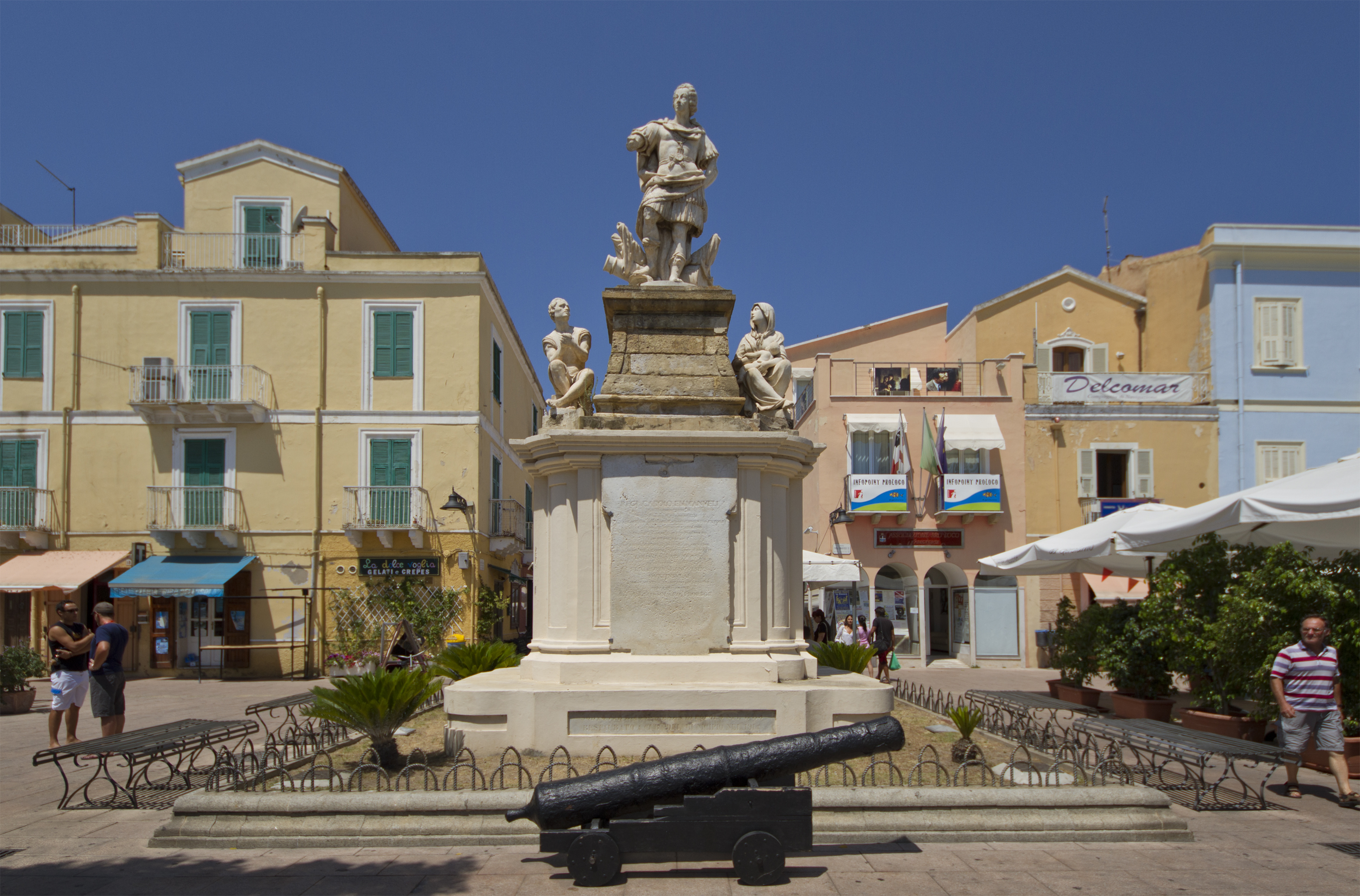
Denkmal für Karl Emanuel III. in Carloforte

Im Jahre 1542 verließen die Einwohner von Pegli und den benachbarten Gemeinden ihre Heimat an der ligurischen Küste im Gefolge der Lomellini, einem stattlichen Handelsgeschlecht von Pegli und Genua, und ließen sich auf der Insel Tabarca vor der Küste Tunesiens nieder, wo sie bis ins Jahr 1735 nach Korallen tauchten. Als der Korallenabbau und somit der Tribut an die Lomellini immer weiter zurückging und somit für alle Seiten nicht mehr rentabel war und sich zudem die Auseinandersetzungen mit den Muslimen verstärkten, unterbreitete König Karl Emanuel III. von Savoyen auf eine Initiative des Piemonteser Architekten Augusto de la Vallée hin das Angebot, die noch unbewohnte Insel San Pietro zu besiedeln. Ein Teil der Tabarchini unter der Führung von Agostino Tagliafico nahm das Angebot an und siedelte sich 1738 auf der Sardinien vorgelagerten Insel an. Zu Ehren des Königs nannten sie den neuen Ort Carloforte („Karl der Starke“). Im Laufe der Zeit kamen weitere Auswandererfamilien direkt aus Ligurien hinzu und trugen zur Stärkung der kleinen, aufstrebenden Gemeinde bei.
1798 wurde Carloforte von Piraten heimgesucht und etwa 900 Einwohner gefangen genommen und in Tunis als Sklaven gehalten; eine von ihnen wurde Mutter des Beys Ahmad I. al-Husain. Nach fünf Jahren konnten sie endlich freigekauft werden. Zeugnis dieser Barbareninvasion sind die heute noch erhaltenen Teile der alten Stadtmauer und der Festung.
Die wegen ihrer Herkunft auch Tabarchiner genannte Bevölkerung vereinigte die Orte Carloforte auf der Insel San Pietro und die Nachbargemeinde Calasetta auf der nahe gelegenen Insel Sant’Antioco. Ein kleinerer Teil der Auswanderer aus Tabarca wandte sich in Richtung der spanischen Küste nach Alicante und gründete dort den Ort Nueva Tabarca. Diese Kolonie hat zwar teilweise die ursprünglichen Nachnamen beibehalten, wurde aber, was Sprache und Gebräuche betrifft, von der Spanisch sprechenden Gemeinschaft absorbiert. Die Tabarchini sind in der ganzen Welt verstreut, überwiegend in Genua, an der ligurischen Küste, in Gibraltar, in Boca bei Buenos Aires und in anderen Hafenstädten. Sie werden auf insgesamt 18.000 Personen geschätzt.
Die Sprache der Tabarchiner entspricht im Wesentlichen der ligurischen Sprache des 15. Jahrhunderts. Durch persönliche und Handelsverbindungen – sei es aus Tunesien als auch von der Insel San Pietro – hat sie sich ebenso weiterentwickelt wie die eigentliche ligurische und Genueser Sprache. Der Hafen von Carloforte hatte auf Grund seiner geographischen Lage bis zum Beginn des 19. Jahrhunderts eine bemerkenswerte Bedeutung in der Schifffahrt und als Umschlagplatz mittlerer Tonnagen. Das Carlofortiner Ligurisch konserviert einige Substantive und seltene grammatikalische Formen, wie sie nur noch im veralteten Genuesisch vorkommen. Sie beinhaltet keine Gallizismen, wie sie das Genuesische in den letzten Jahrhunderten aufgenommen hat, zum Beispiel ist der Akzent (còccina) typisch für Pegli und nicht für das reine Genuesisch. Als Einflüsse von außen sind nur einige wenige Substantive aus dem Sardischen, Arabischen und dem Toskanischen festzustellen. Mehr als 80 Prozent der Bevölkerung sprechen heute noch diesen Dialekt im Alltag.
Die Architektur, die Kultur, die Bräuche und die Sitten von Carloforte entsprechen immer noch den ligurischen.
Wegen seiner geschichtlichen, ökonomischen und kulturellen Bindung an die ligurische Hauptstadt, insbesondere mit Pegli, wurde Carloforte am 10. November 2004 als Honorargemeinde der Provinz Genua anerkannt. Im Jahre 2006 erhielt die Nachbargemeinde Calasetta die gleiche Ehrung. Carloforte begeht jedes Jahr partnerschaftliche Festivitäten mit Pegli.

## Sehenswürdigkeiten

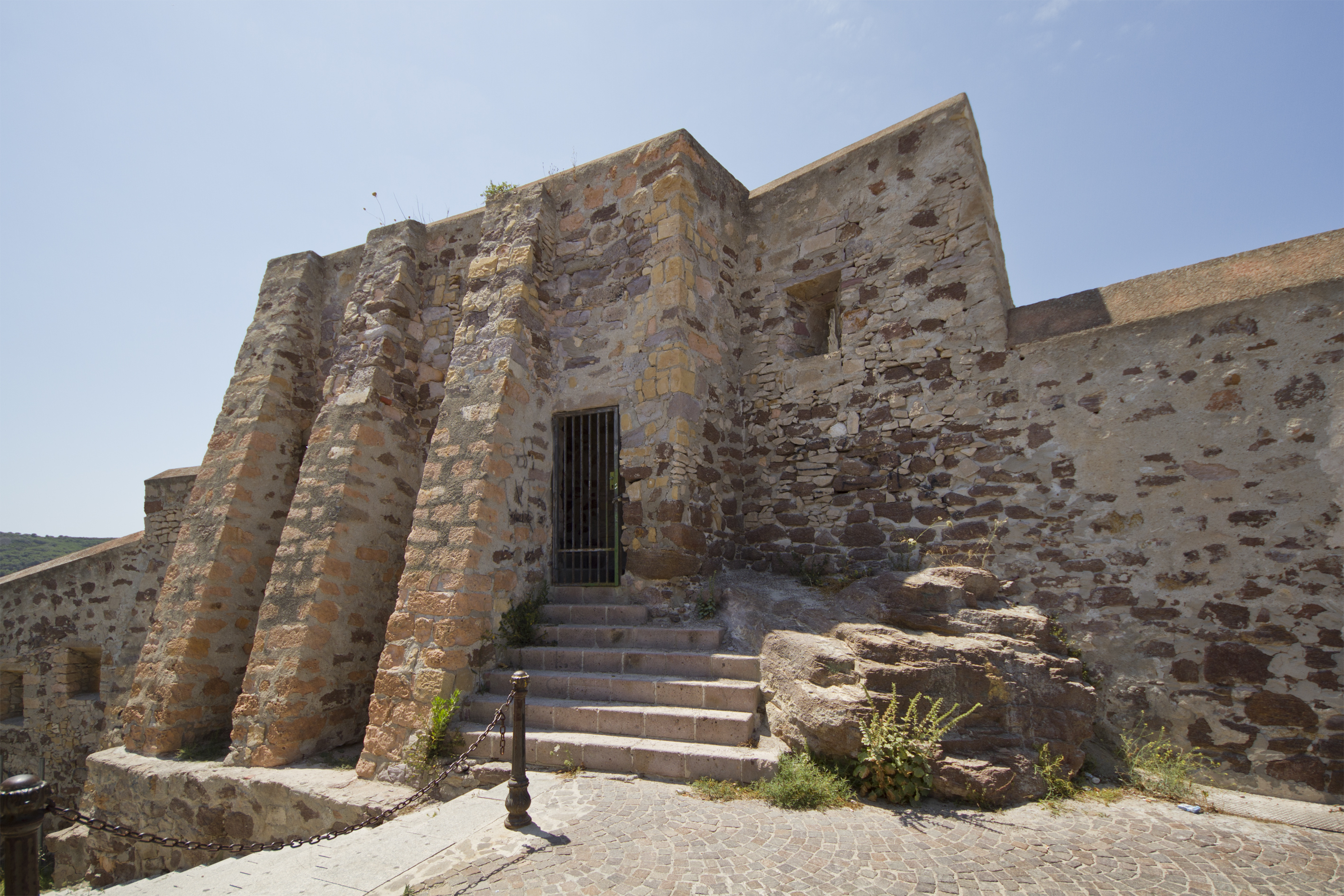
Forte Santa Cristina
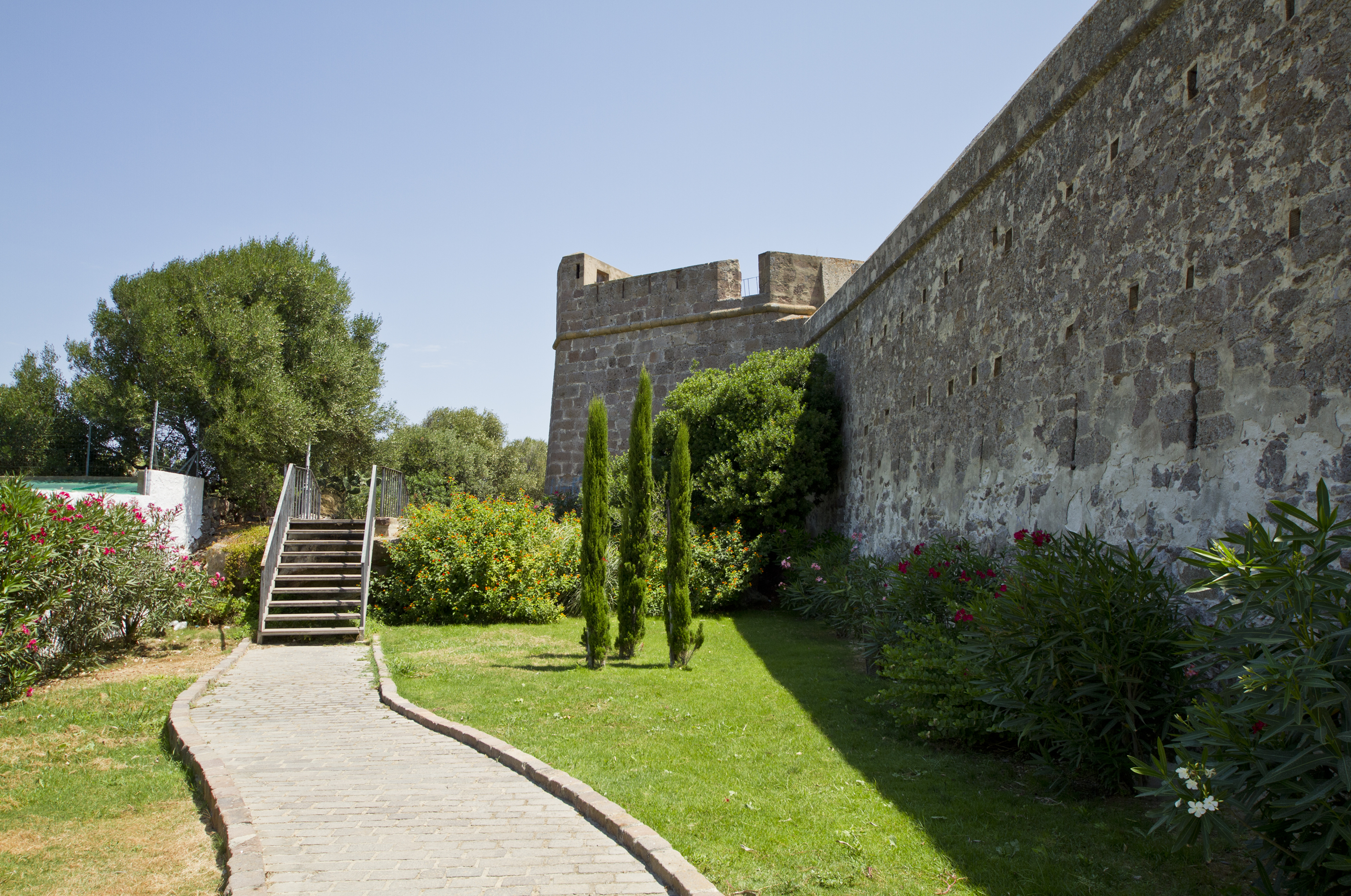
Forte Santa Teresa
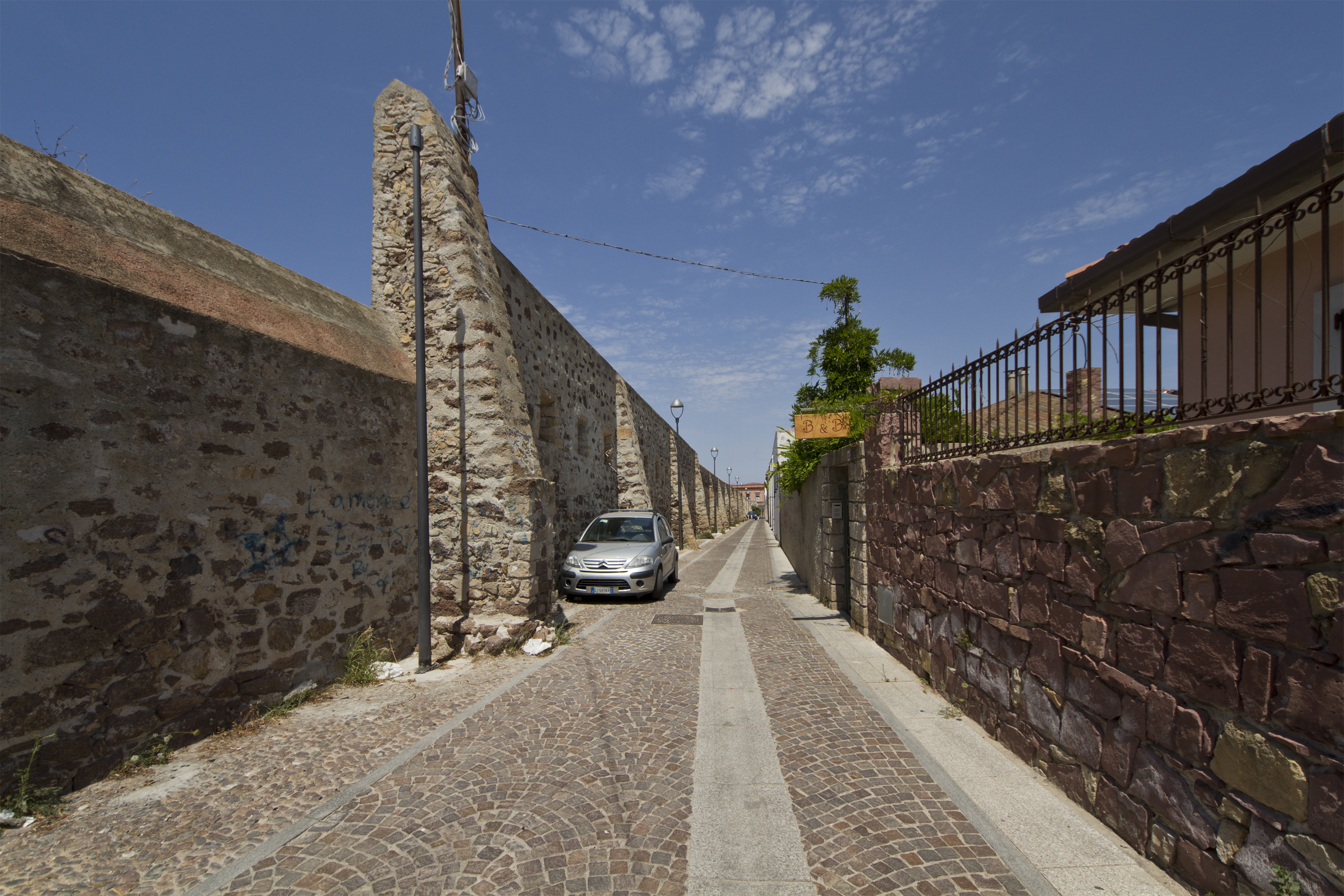
Le Mura – die Mauer von Carloforte
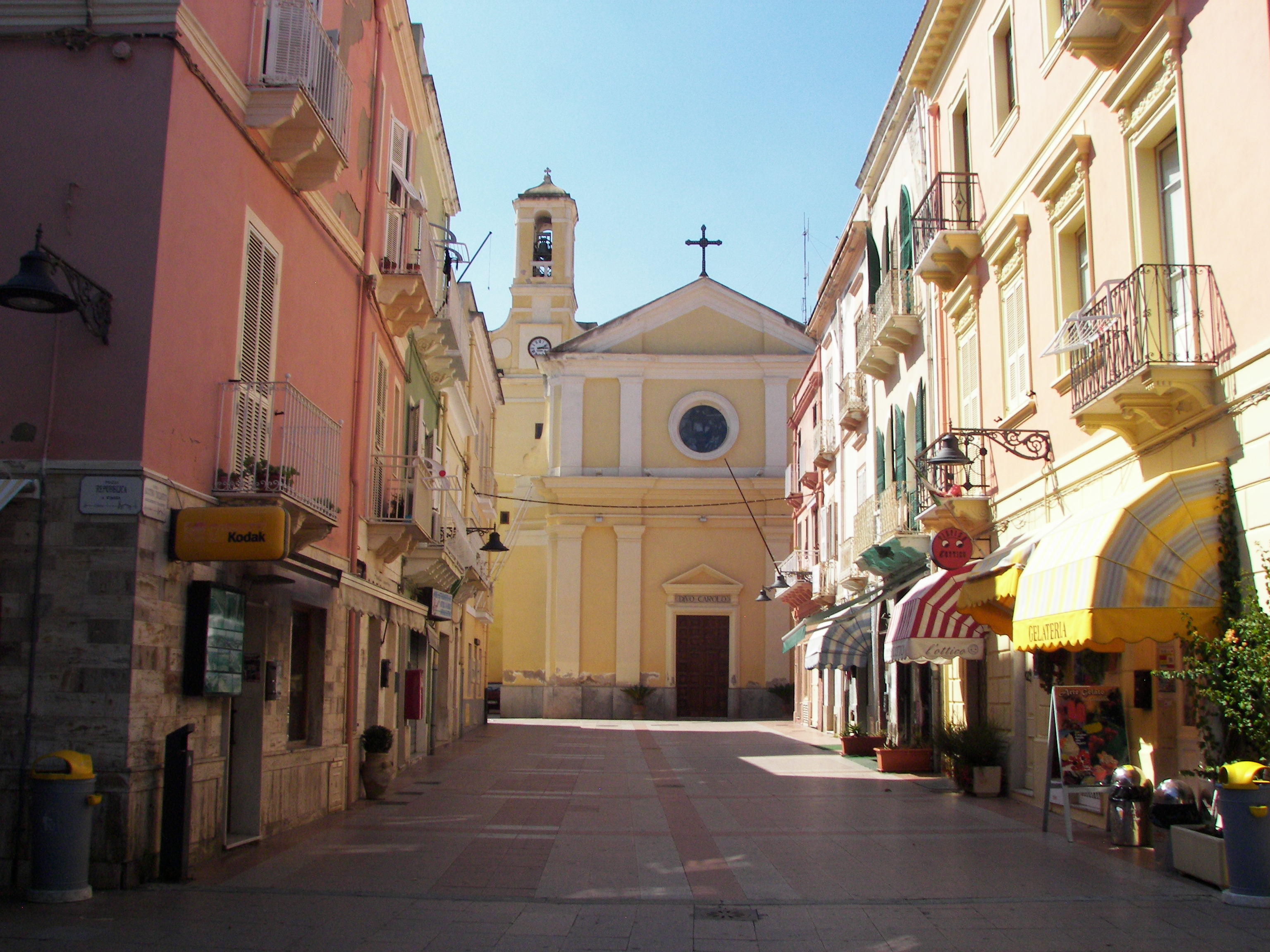
Blick zur Kirche San Carlo Borromeo
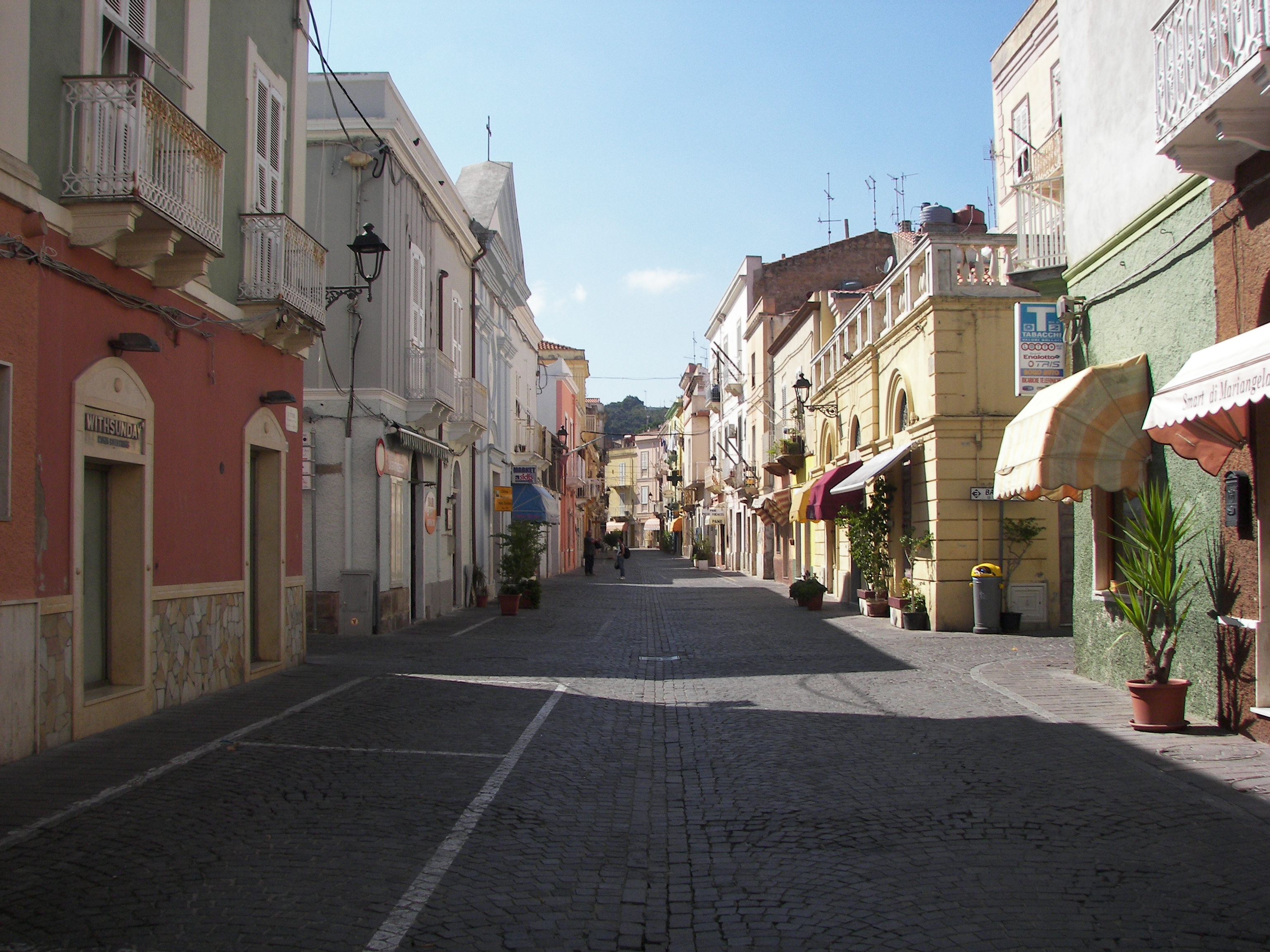
Straße im Zentrum
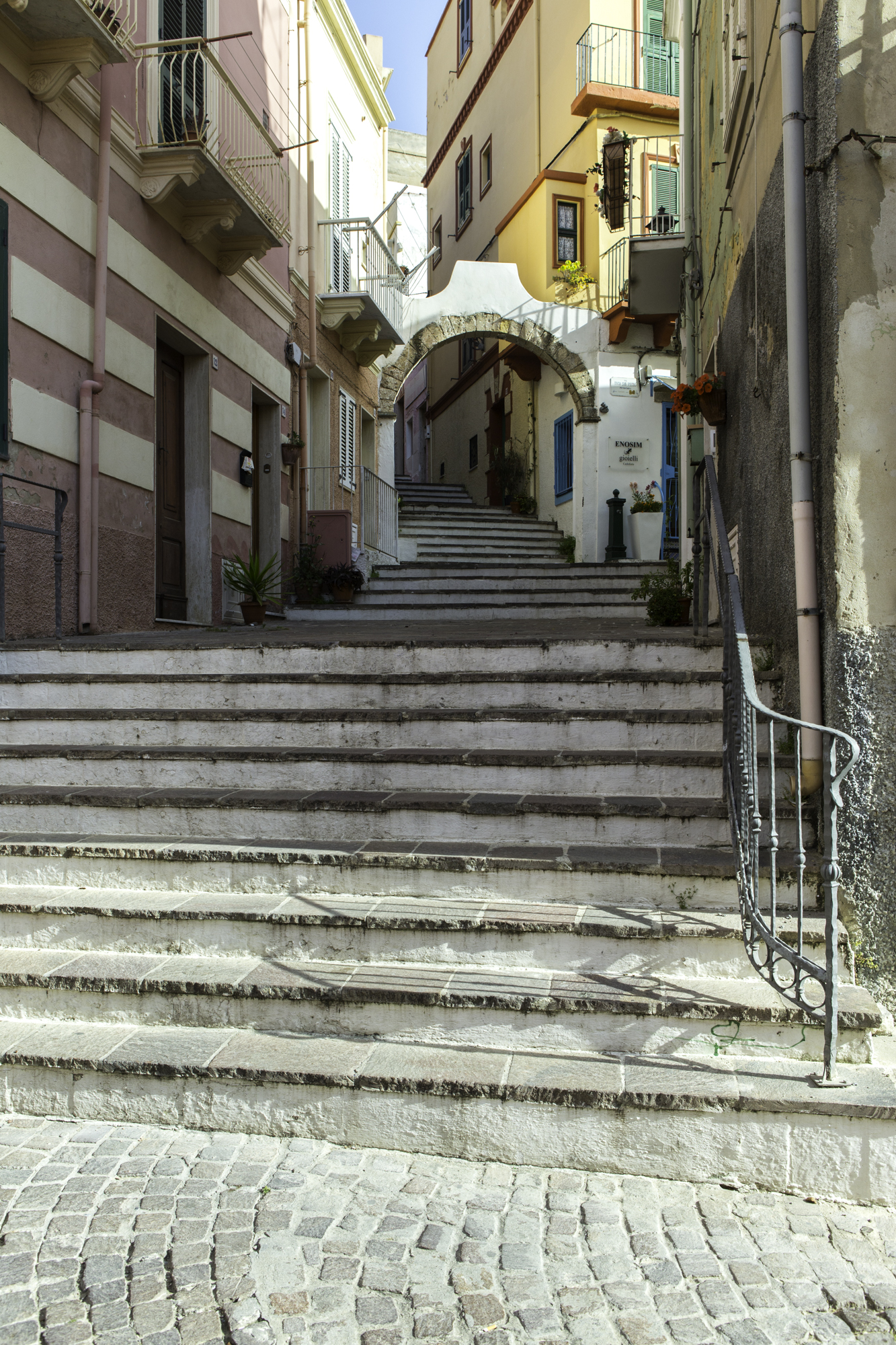
Treppe der Via Solferino
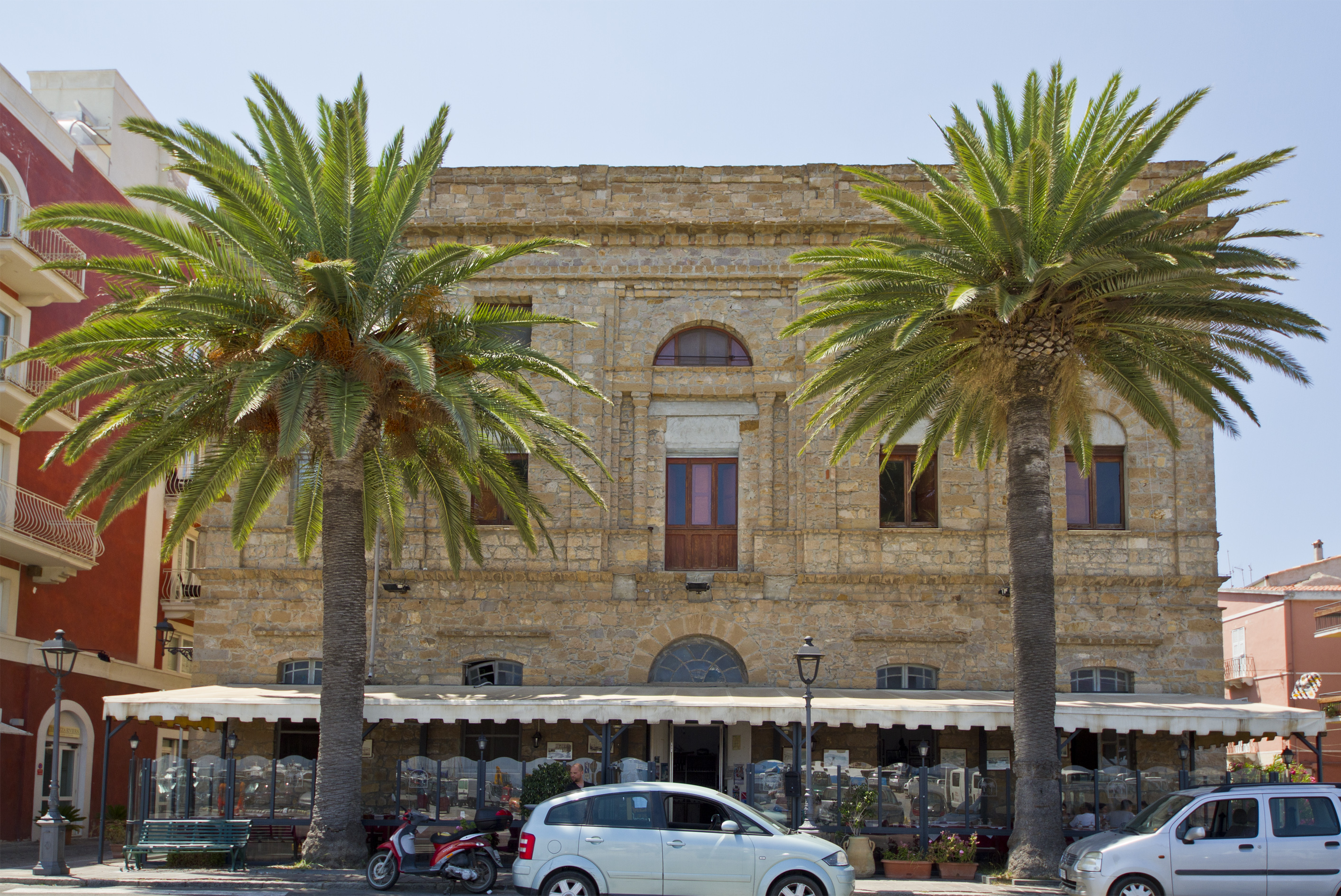
Cineteatro „Giuseppe Cavallera“
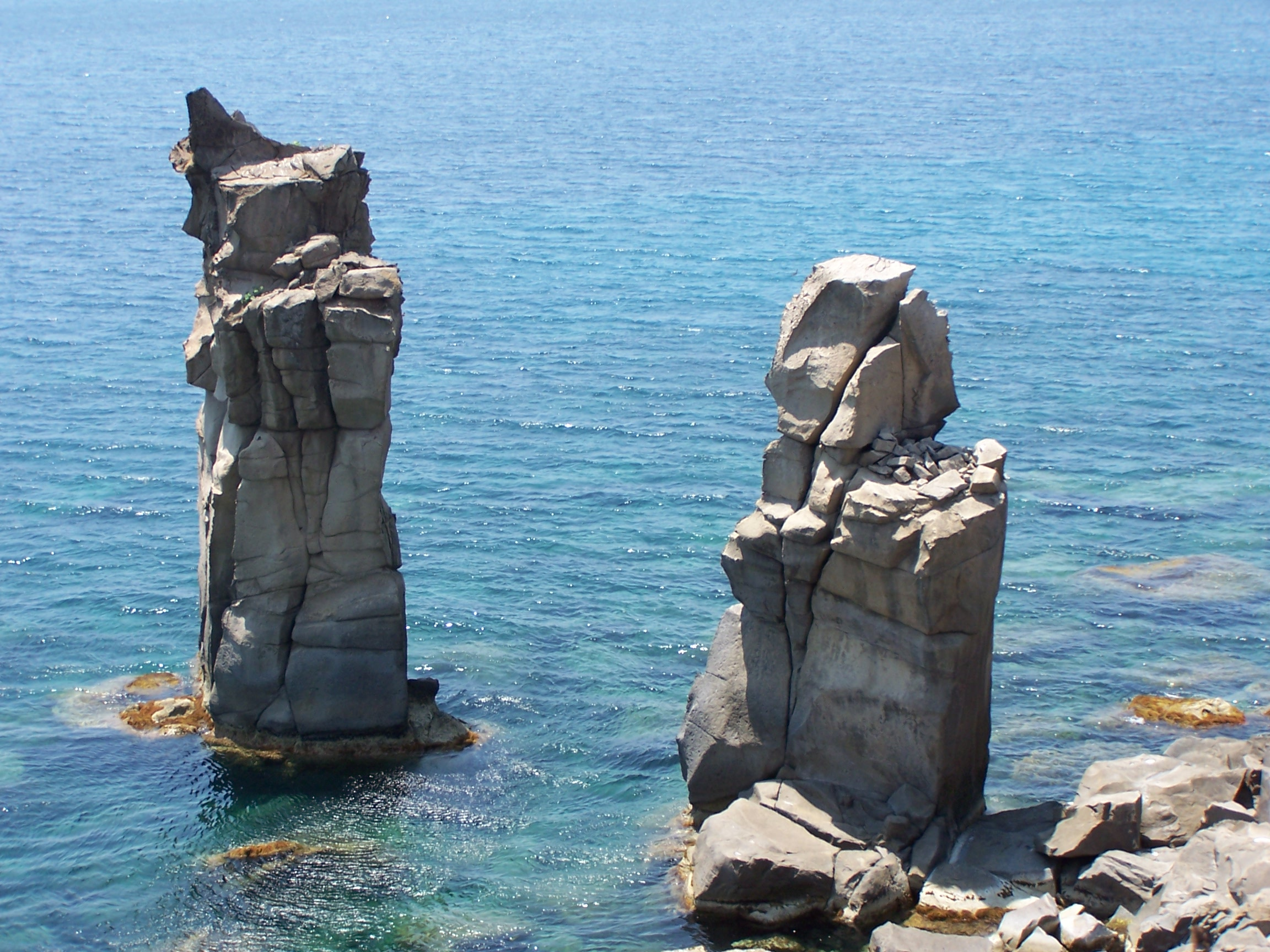
Colonne, „die Säulen“, Brandungspfeiler vor der Südspitze der Insel

## Feste

### Die Madonna der Sklaven, Schutzpatronin von Carloforte

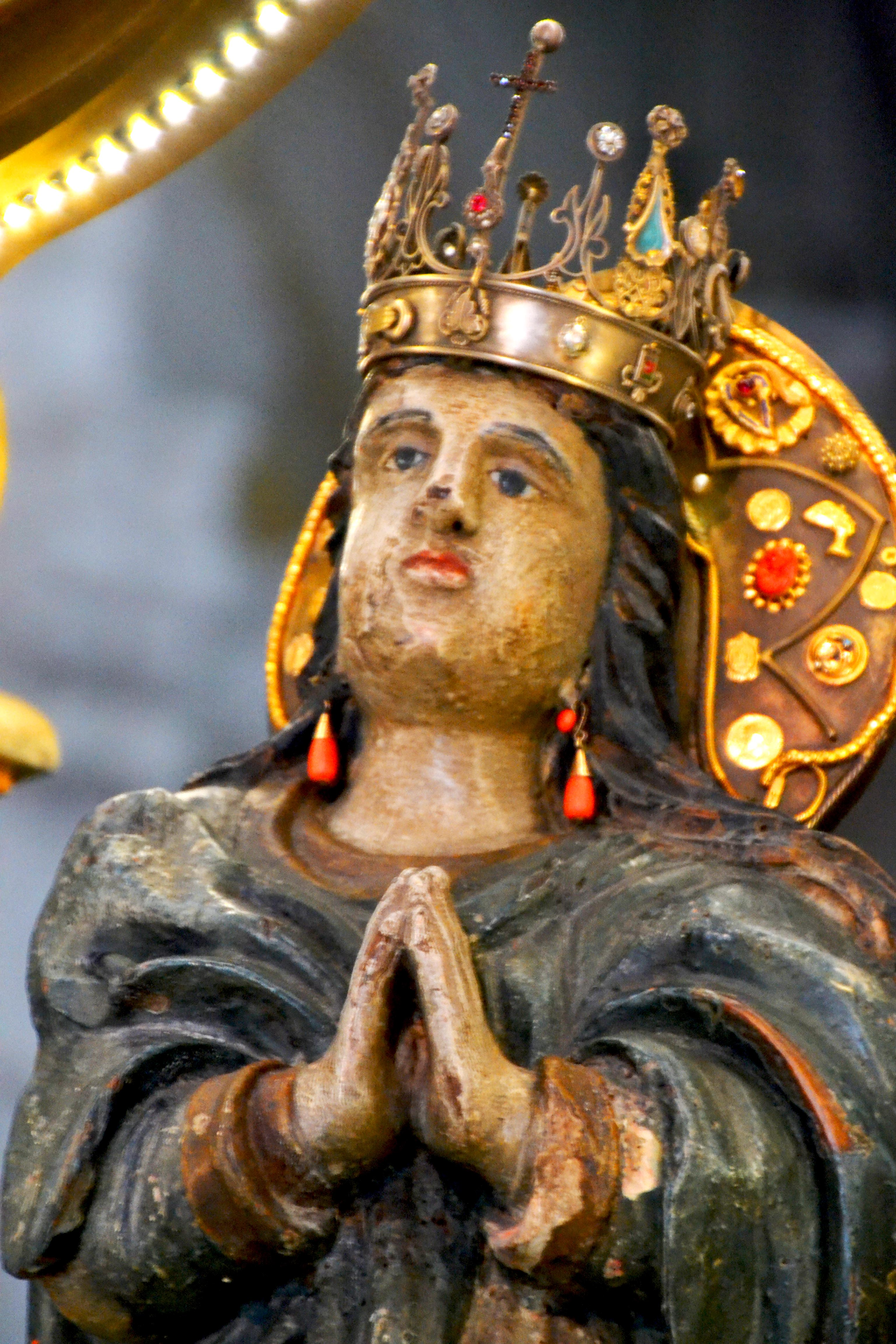
Madonna dello Schiavo di Carloforte

Diese Madonna – eine durch die Wellen angespülte Galionsfigur eines Seglers – wurde am 15. November 1800 von dem jungen, carlofortinischem Sklaven Nicola Moretto am Strand von Nabel bei Tunis gefunden. Diese „Schwarze Madonna“ wurde von den Sklaven auf afrikanischem Boden als göttliches Zeichen gedeutet zum Trost für erlittene Leiden und Verfolgungen. Sie nahmen sie nach ihrer Befreiung mit auf die Insel San Pietro und sie ist bis heute ein bedeutendes Symbol der Freiheit, des Glaubens und der Solidargemeinschaft für alle Carlofortiner.
Das Fest zu Ehren der Madonna der Sklaven ist zweifelsohne das wichtigste Fest in der carlofortinischen Gemeinde. Seit einigen Jahren begeht auch Pegli dieses Fest am letzten Sonntag im November.

### San Pietro, Schutzherr der Fischer
Die Verehrung des Ältesten der Apostel ist auf die Wurzeln der Kolonie zurückzuführen. Der Kult um den Schutzpatron der Korallentaucher und Thunfischfänger drehte sich um die alte kleine Kirche der Brunnen, die auf den 200 Jahre alten Grundmauern im 18. Jahrhundert wieder aufgebaut wurde. Noch heute ist der 29. Juni ein hoher Feiertag in Carloforte. Die Feierlichkeiten enden am Abend erst mit einer eindrucksvollen Prozession auf dem Meer, und dann mit Feuerwerk und Musik.
Die religiöse Huldigung diente dazu den göttlichen Segen zu begünstigen für alle Aktivitäten zu Wasser und für den Thunfischfang, der früher die Haupteinnahmequelle für die Bevölkerung darstellte. Die Inselbewohner hatten schon immer eine enge Bindung zum Meer.

## Städtepartnerschaften
Mit der Stadt Alicante in Spanien, mit dem Genueser Stadtteil Pegli sowie mit der Metropolitanstadt Genua bestehen Partnerschaften.